# Casearia praecox
Casearia praecox Griseb. – gatunek rośliny z rodziny wierzbowatych (Salicaceae Mirb.). Występuje naturalnie na Kubie, w Hondurasie, Nikaragui, Kostaryce, Panamie, Kolumbii oraz Wenezueli. 

## Morfologia
PokrójZrzucające liście drzewo lub krzew dorastające do 2–10 m wysokości.
LiścieBlaszka liściowa ma kształt od eliptycznego do lancetowatego. Mierzy 4–9 cm długości oraz 1,5–4,5 cm szerokości, jest karbowana na brzegu, ma klinową nasadę i spiczasty lub ogoniasty wierzchołek. Ogonek liściowy jest nagi i dorasta do 3–5 mm długości.
KwiatySą zebrane po 10–20 w pęczki, rozwijają się w kątach pędów. Mają 5 działek kielicha o owalnym kształcie i dorastających do 3 mm długości. Kwiaty mają 8–10 pręcików.
OwoceMają kulistawy kształt i osiągają 3–4 mm średnicy.

## Biologia i ekologia
Rośnie w lasach zrzucających liście, na terenach nizinnych.